# 浪凡
浪凡（Lanvin 法語：[lɑ̃vɛ̃]），或譯朗萬、朗雯，是法國奢侈品牌，由珍妮·浪凡創立於1889年。這是仍在運營的第三家最古老的法國時裝公司。 
1990年，品牌被Orcofi集團接管，然後於1996年出售給歐萊雅。2001年，台灣媒體大亨王效蘭再次將Lanvin私有化。2016年3月14日，Bouchra Jarrar被任命為女裝系列的創意總監，接替在過去14年中對公司進行了轉型的Alber Elbaz。 Bouchra女士於2017年7月6日宣布離職。Olivier Lapidus接任她的藝術總監一職，Olivier Lapidus於2018年3月22日離開公司，沒有指定的繼任者。自2005年以來，男士系列一直由Lucas Ossendrijver領導。

## 歷史

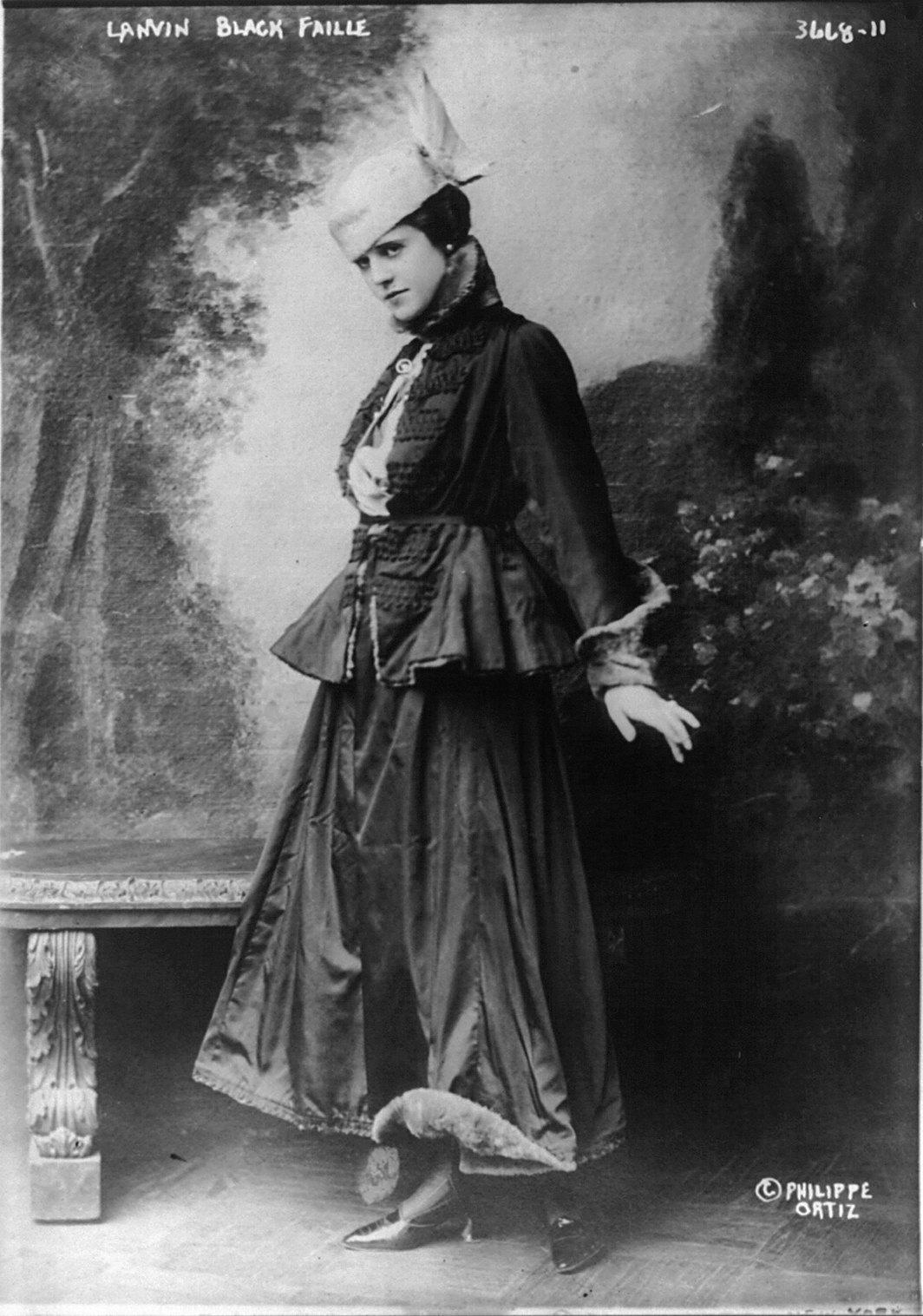
1915年11月在美國舉辦的浪凡設計秀

珍妮·浪凡是一個女帽製作者，1889年在巴黎聖奧諾雷市郊路開店。在給女兒瑪麗-布蘭奇（Marie-Blanche de Polignac）做衣服時，她發現有許多富人喜歡她的設計，想從她這裡買衣服，因此開始擴展業務。從1923年起，浪凡品牌在Nanterre設有一家染料廠。在1920年代，浪凡開設了專門從事家居裝飾，男裝，皮草和內衣的商店，但她最重要的擴張是在1924年創立了Lanvin Parfums SA。「My Sin」是一種基於天芥菜的動物醛，於1925年問世，被廣泛認為是獨特的香水。 緊接著是她的招牌香水Arpège（1927年），據說靈感來自於女兒在鋼琴上彈奏音階。她的業務越做越大，1946年珍妮去世後，由女兒繼承家業，之後也一直由浪凡家族成員掌控。珍妮·浪凡是1920年代和1930年代最有影響力的設計師之一。 她在清晰、輕淺的花朵色中使用複雜的飾邊，藝術刺繡和串珠裝飾成為浪凡的商標。

### 珍妮·浪凡之後
珍妮·浪凡於1946年去世時，公司的所有權轉讓給了她的女兒瑪格麗特，後者從1942年開始與堂兄和當時的時裝行業專家共同管理公司。 由於瑪麗·布蘭奇·德·波利尼亞克在1958年去世時還沒有孩子，因此浪凡家族的財產歸表弟伊夫·浪凡所擁有。
從1960年代中期直到1996年被歐萊雅接管，浪凡由伯納德·浪凡經營。 出口部門設在Nanterre的工廠，在這裡所有香水都製成瓶裝。 行政總部在巴黎蒂爾西特街3號。 1979年，浪凡從美國Squibb公司手中奪回了經營權，並於同年在美國舉辦了一次重要的由巴黎組織的公關宣傳之旅。
英國米德蘭銀行於1989年3月從該家族手中購買了該公司的股份，並聘用萊昂·布雷斯勒來改善該公司衰退的形象。 然而，在1990年2月，Midland退出並把浪凡賣給了由威登家族控制的法國控股公司Orcofi。 1994年，歐萊雅從Orcofi手中收購了浪凡50％的股份，1995年收購了66％的股份，1996年收購了100％的股份。在歐萊雅的保護傘下，在法國時裝界任職的一系列CEO指導了浪凡公司前進的方向。
2001年8月，Lanvin  被投資集團Harmonie S.A.再次私有化，該集團由台灣媒體巨頭王效蘭女士領導。 2005年，Joix Corporatic是Lanvin日本成衣許可證持有者，零售價為5000萬歐元。
2009年12月4日，Lanvin在佛羅里達州巴爾港開設了第一家美國精品店。
2011年，Lanvin的銷售額達到2.03億歐元，這還不包括來自許可的收入估計為450萬歐元。
2013年11月20日，Lanvin成為倫敦足球俱樂部阿森納足球俱樂部的正式服飾供應商。
2015年10月28日，Lanvin宣布，由於與股東的意見分歧，Elbaz不再在公司任職。 他於2016年3月被Bouchra Jarrar取代。Jarrar於次年離開並由Olivier Lapidus繼任，後者在僅僅兩個時裝季後於2018年3月23日離開。 Lapidus的繼任者在其退出時未提出。

## 藝術總監

### Alber Elbaz
2001年10月，Alber Elbaz被任命為浪凡的藝術總監，負責所有活動，包括室內裝飾。 2006年，他為時裝屋推出了新包裝，採用勿忘我花的顏色，這是Lanvin最喜歡的顏色，據稱是她在Fra Angelico壁畫中看到的（Suzy Menkes，2005年）。 H＆M於2010年9月2日宣布，浪凡將成為其2010年冬季系列的客席設計師。 該系列將於2010年11月4日開始在HM.com上展示。 之後，該系列將於11月20日在全球200家商店中售賣，並在前一天獨家在拉斯維加斯的H＆M商店進行首次銷售。 該系列廣告影片的主要面孔是超模娜塔莎·波利。

## 外部連結
- LANVIN官方網站 （页面存档备份，存于）
- LANVIN的Instagram帳戶 （页面存档备份，存于）
- LANVIN的X（前Twitter）
- LANVIN的Facebook專頁 （页面存档备份，存于）
- LANVIN的YouTube頻道 （页面存档备份，存于）
- LANVIN創意總監Bruno Sialelli的Instagram帳戶